# Albert Einstein Discovery Center
Das Albert Einstein Discovery Center ist ein geplantes Museum in Ulm, dem Geburtsort von Albert Einstein. Ziel ist es, das Vermächtnis Einsteins für die Allgemeinheit begreifbar zu machen. Dabei soll Wissenschaft erlernbar, Technik für jeden zugänglich und Neugierde für Physik geweckt werden. Das Gebäude des Discovery Centers wurde vom US-amerikanischen Architekten Daniel Libeskind entworfen.

## Gebäude-Entwurf

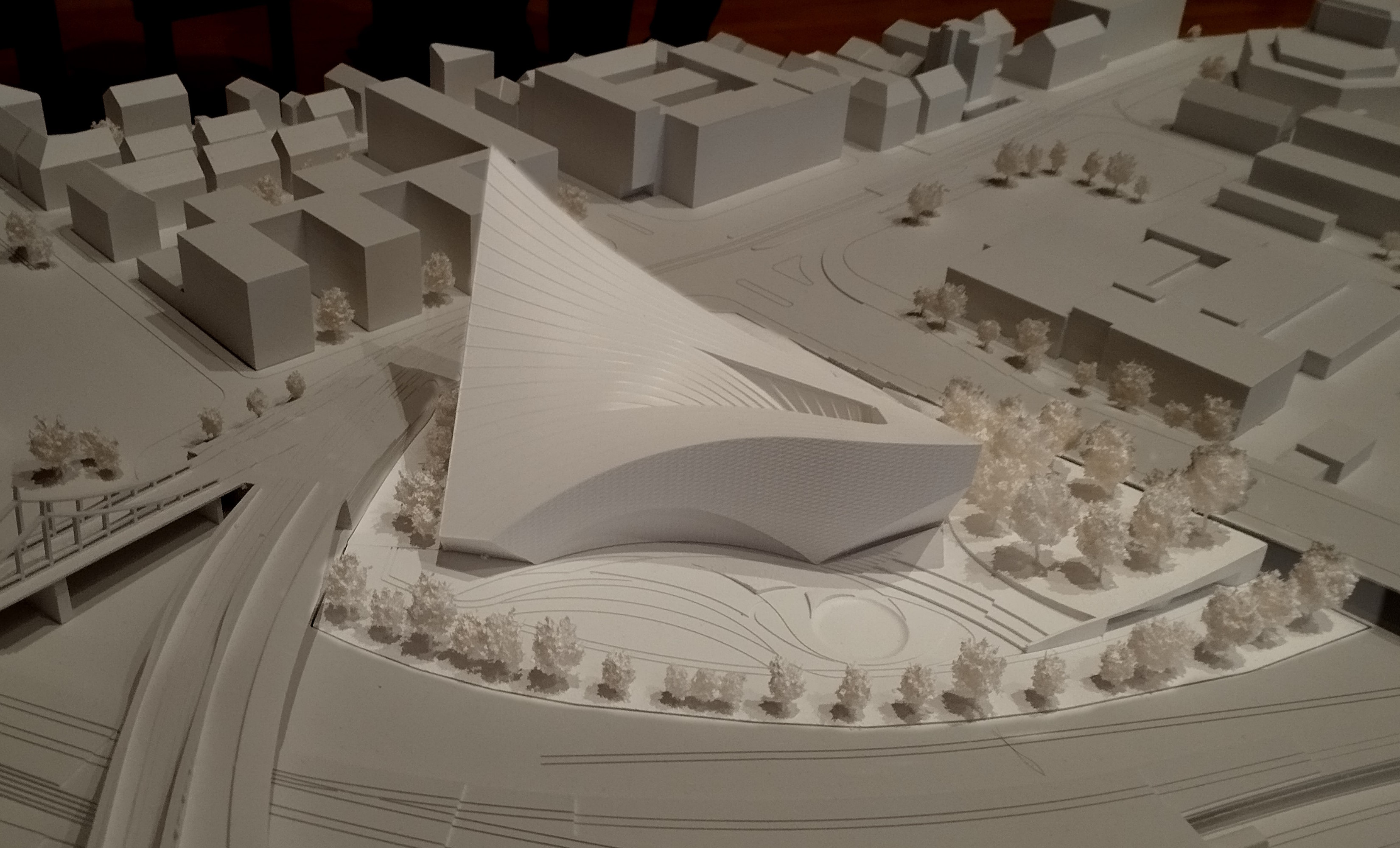
Gebäudedesign (Nordwest-Seite) von Daniel Libeskind (2024)

Im November 2024 wurde der Entwurf präsentiert. „Mit den geschwungenen Linien des Gebäudes will Libeskind die physikalischen Theorien Einsteins aufgreifen.“ Was zunächst an den Typus der hyperbolisch-paraboloiden Hängedächer, wie der Dorton Arena erinnert, entpuppt sich aber als ein extrem komplexes Gebilde. „Inspiriert von der Allgemeinen Relativitätstheorie soll das Bauwerk den Raum als eine dynamische, formbare Struktur zeigen, die sich je nach Perspektive verändert und so die Interaktion von Raum und Zeit vermitteln.“ Ein weiteres Gestaltungsprinzip, das Daniel Libeskind von Einstein ableitet, ist der sogenannte „Sattelpunkt“, ein Punkt, der in einer Richtung minimiert und in der anderen maximiert ist. Dieser Hinweis bezieht sich allerdings auf die antiklastischen Krümmungsflächen von Carl Friedrich Gauß und zeigt, dass nicht nur die Wissenschaft, sondern auch Architekten auf den Kenntnissen ihrer Vorgänger aufbauen. 
Der geplante fünfstöckige Bau wird „eine Grundfläche von 2.500 Quadratmetern und einer Maximal-Höhe von 50 Metern“ haben. Als Baubeginn ist frühestens 2032 vorgesehen. Die zugehörigen Kosten wurden noch nicht bekannt gemacht. Zurzeit geht man von 100 Millionen Euro aus, finanziert werden soll das Projekt durch Spenden, auch aus den USA.  
„Es wäre das erste umfassende Museum in Deutschland, das Einstein gewidmet ist, aber immerhin das zweite in Ulm.“ Bereits im Juli 2024 wurde die kompakte Ausstellung „Die Einsteins“ eröffnet, die sich der jüdischen Gemeinde, in die Einstein hineingeboren wurde, und ihrer Zerstörung in der NS-Zeit widmet. Albert Einsteins Geburtshaus wurde bei einem Bombenangriff im Dezember 1944 zerstört.
Als Schirmherr für das geplante Einstein-Center wird der Quantenphysiker Anton Zeilinger, österreichischer Physiknobelpreisträger von 2022, fungieren.

## Standort

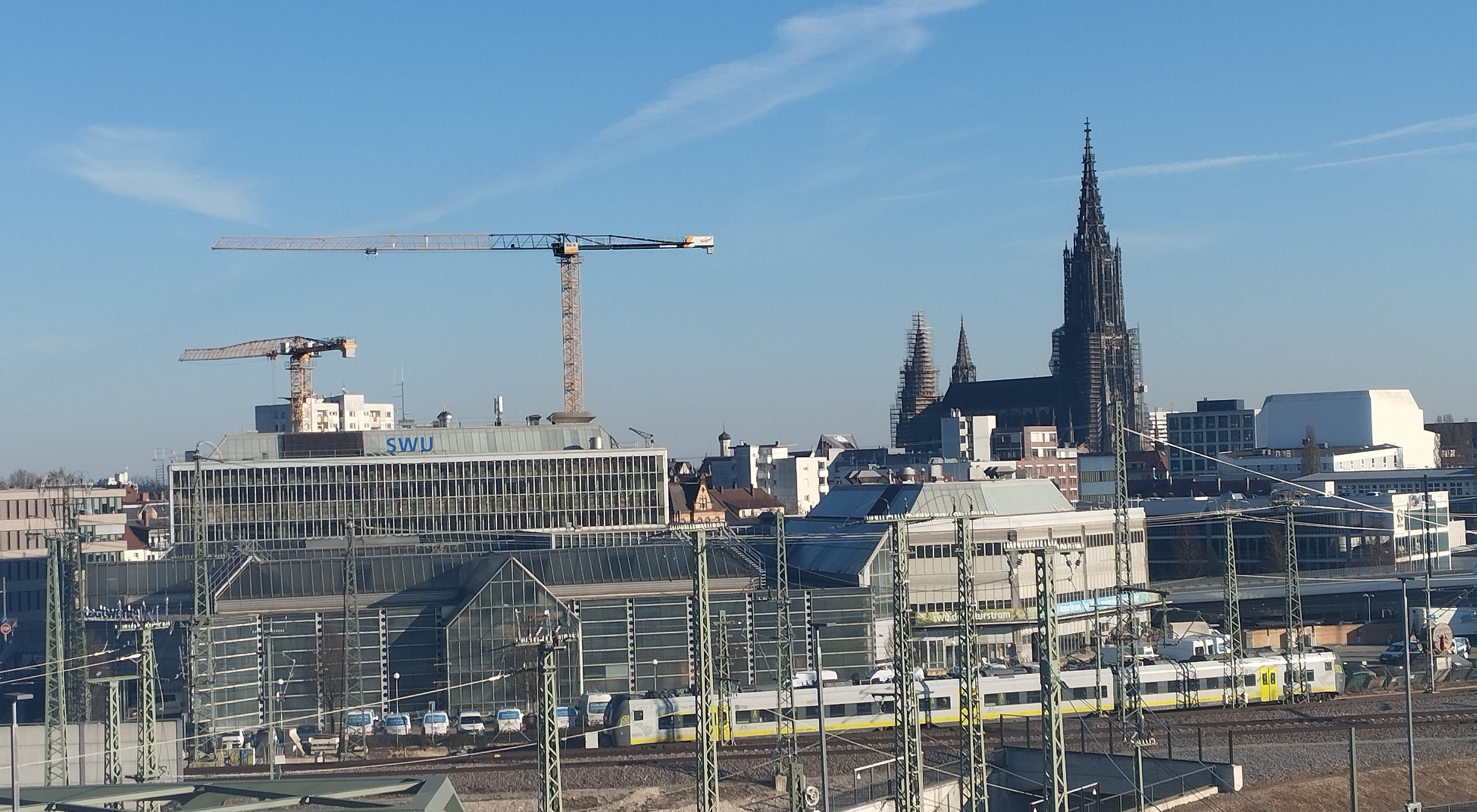
Verwaltungsgebäude K1 der Stadtwerke (Nordwest-Seite)

Als Standort für das Discovery Center war zunächst die alte Postpakethalle unmittelbar am Ulmer Hauptbahnhof angedacht. Diese liegt nur wenige Hundert Meter vom nicht mehr vorhandenen Geburtshaus Einsteins entfernt.
Im Dezember 2023 wurde bekannt, dass sich der Gemeinderat der Stadt Ulm und der Trägerverein des Discovery Centers auf das alte Verwaltungsgebäude K1 der Stadtwerke Ulm/Neu-Ulm (SWU) als neuen Standort verständigt haben.

## Ausstellungen
Das Discovery Center soll in drei Bereiche unterteilt werden:

### Bereich 1
Im Bereich 1 wird der Werdegang von Albert Einstein thematisiert. Dies beinhaltet auch seine Weltanschauung, seine Verantwortung als Naturwissenschaftler, sein politisches und gesellschaftliches Wirken sowie sein Verhältnis zu seiner Geburtsstadt Ulm. Die Besucher können durch multimediale Installationen auch in das Ulmer Leben des Jahres 1879 eintauchen.

### Bereich 2
Im 2. Bereich werden Einsteins Theorien und Forschungen thematisiert, wobei der Nutzen für die heutige Welt gezeigt wird. Neben der weltbekannten Gleichung E = mc² werden auch weitere Erkenntnisse und Beiträge Einsteins thematisiert.

### Bereich 3
Im letzten Bereich werden durch über 250 interaktive Experimentierstationen technische und naturwissenschaftliche Phänomene und Zusammenhänge den Besuchern nahegebracht. Das Science Center thematisiert dabei Schwerpunkte aus Albert Einsteins Werken zu Licht, Energie, Masse, Zeit und Gravitation.

## Weitere Gedenkgebäude
Folgende Gebäude bzw. Museen sind Albert Einstein gewidmet:
- In Bern gibt es das Einsteinhaus und das Einstein Museum.[13]
- In Ulm wurde 2024 die Einrichtung „Die Einsteins – Museum einer Ulmer Familie“ eröffnet.[8]
- In Princeton (New Jersey) ist ein Museum geplant,[14] wo man sich anschickt bis Ende 2026 das „einzige Einstein-Museum in der westlichen Hemisphäre, das dem Vermächtnis Albert Einsteins gewidmet ist“, zu errichten.[15]
- Libeskind plant das „Einstein House“ in Jerusalem an der Hebräischen Universität, welche Einstein mitbegründet hat.[16]